# ویلیام دابسون

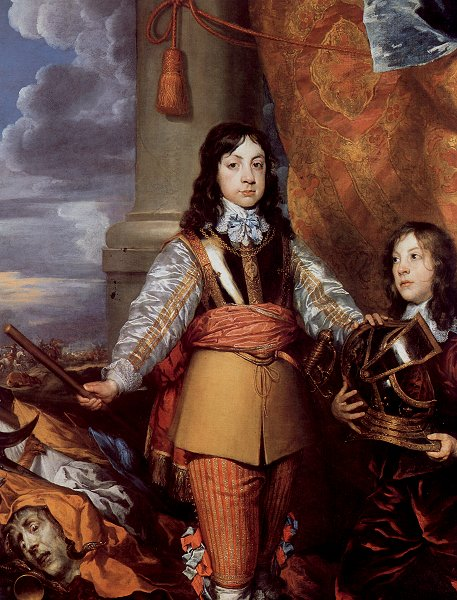
تابلوی چارلز دوم به‌هنگام شاهزادگی ولز اثر ویلیام دابسون

ویلیام دابسون (به انگلیسی: William Dobson) (زادهٔ ۴ مارس ۱۶۱۰ – درگذشتهٔ ۲۸ اکتبر ۱۶۴۶) نقاش پرترهٔ انگلیسی زادهٔ لندن و یکی از نخستین نقاشان صاحب سبک انگلیسی بود. نویسندهٔ هم عصر او جان اوبری، با تحسین هنر دابسون از او با عنوان ممتازترین نقاشی که انگلستان تا کنون به‌خود دیده است یاد نمود.
دابسون نخست کارهای تیتیان و آنتونی ون دایک را کپی می‌کرد و در نقاشی‌هایش بیشتر تحت تأثیر هنر ونیزی قرار داشت تا سبک ون دایک. با این حال این ون دایک بود که پس از دیدن یکی از کارهای دابسون در مغازه‌ای در لندن او را کشف نمود و پس از معرفیش به چارلز اول، پادشاه از او خواست تا پرترهٔ او، پسران و درباریانش را بکشد.
دابسون در طول جنگ‌های داخلی انگلستان در آکسفورد که محل استقرار سلطنت‌طلبان بود سکونت داشت. او در آنجا پرترهٔ پادشاه آینده چارلز دوم که در آن زمان شاهزاده ولز بود را به سبک باروک نقاشی نمود. این تابلو را شاید بتوان یکی از بهترین کارهای دابسون دانست. او همچنین در آنجا تابلوهایی از دوک یورک، شاهزاده روپرت از راین و شاهزاده موریس را کشید.